# Сент-Альбан-сюр-Лиманьоль
Сент-Альба́н-сюр-Лиманьоль (фр. Saint-Alban-sur-Limagnole) — коммуна во Франции, в регионе Лангедок — Руссильон, департамент Лозер. Население составляет 1478 человек (2009). Первоначально Сент-Альбан-сюр-Лиманьоль был феодальной крепостью, впервые упомянутой в 1245 году. В 1364 году крепость захватили англичане. В 16 веке вблизи крепости был построен замок в стиле ренессанс, окружённый рвом.